# BETTY BLUE (GLAYの曲)
『BETTY BLUE』（ベティ ブルー）は2021年7月30日に配信されたGLAYのデジタルシングル。

## 概要
年内リリース予定のニューアルバムに先駆けた5ヶ月連続配信リリースの第三弾。
ゲストボーカルにAwesome City ClubのPORINが参加。
ノエビア「2021年 冬篇」webCMソング。

## 収録曲
1. BETTY BLUE
  - 作詞：TAKURO　作曲：TAKURO&亀田誠治　編曲：GLAY&亀田誠治

## 楽曲の収録アルバム
- FREEDOM ONLY
- DRIVE 2010〜2026 -GLAY complete BEST